# Orthotrichia runching
Orthotrichia runching är en nattsländeart som beskrevs av Wells och Huisman 1993. Orthotrichia runching ingår i släktet Orthotrichia och familjen smånattsländor. Inga underarter finns listade i Catalogue of Life.